# Mirko Tedeschi (1989)
Mirko Tedeschi (Negrar, 5 januari 1989) is een Italiaans wielrenner die in 2016 zijn carrière afsloot bij Wilier Triestina-Southeast.

## Overwinningen
2007
 Italiaans kampioen ploegenachtervolging, Junioren (met Elia Viviani, Filippo Fortin en Mario Sgrinzato)
2010
Trofeo Paolin Fornero
2015
4e etappe Ronde van Venezuela

## Resultaten in voornaamste wedstrijden
| Jaar | Milaan-San Remo | Gent-Wevelgem | Ronde van Vlaanderen |
| ---- | --------------- | ------------- | -------------------- |
| 2015 |                 | opgave        |                      |
| 2016 | 149e            |               | opgave               |

## Ploegen
- 2011 –  Farnese Vini-Neri Sottoli (stagiair vanaf 1-8)
- 2014 –  Neri Sottoli
- 2015 –  Southeast
- 2016 –  Wilier Triestina-Southeast[1]

Andriato · Bellini · Carretero · Cecchinel · Chicchi · Colli · Conti · Dal Col · De Patre · Failli · Fedi · Finetto · Fonzi · Gil · Miletta · Monsalve · Ponzi · Pozzo · Rabottini · Taborre · Tedeschi · Viola (stagiair)
Andriato · Belletti · Bertazzo · Busato · Carretero · Cecchinel · Conti · Dal Col · Favilli · Fedi · Finetto · Fonzi · Gavazzi · Gil · Mareczko · Monsalve · Petacchi · Ponzi · Tedeschi · Wackermann · Zhupa · Amezqueta (stagiair) · Rodríguez (stagiair)
Amezqueta · Andriato · Belletti · Bertazzo · Busato · Conti · Dal Col · Draperi · Ducournau · Fedi · Fonzi · Gil · Godoy · Mareczko · Martínez · Pozzato · Rodríguez · Sanz · Tedeschi · Trosino · Zhupa · Cañaveral (stagiair) · Errazkin (stagiair) · Raileanu (stagiair)